# Bryan Cristante
Bryan Cristante, né le 3 mars 1995 à San Vito al Tagliamento en Italie, est un footballeur international italien qui évolue au poste de milieu de terrain à l'AS Roma. Il possède également la nationalité canadienne.

## Biographie

### En club

#### Milan AC
Cristante naît à San Vito al Tagliamento  mais grandit dans la localité voisine de Casarsa della Delizia, où il commence à jouer au football. Il rejoint ensuite Liventina Gorghense, un club amateur de la province de Trévise, avant de rejoindre le Milan AC en 2009. Il fait partie de l'équipe des moins de 15 ans qui remporte le Campionato Giovanissimi Nazionali en 2010, marquant huit buts, ainsi que de l'équipe des moins de 17 ans qui remporte le Campionato Allievi Nazionali en 2011.
Il fait ses débuts professionnels pour le club le 6 décembre 2011 à l'âge de 16 ans et 278 jours, remplaçant Robinho dans un match phase de groupes Ligue des champions contre le Viktoria Plzeň, qui se conclut par un match nul 2-2. Il devient ainsi le plus jeune joueur de Milan à figurer dans un match de Ligue des champions et le troisième plus jeune joueur tous clubs confondus,.
Cristante est élu meilleur joueur du Tournoi de Viareggio 2013.
Cristante signe son premier contrat professionnel dès le lendemain de son 18ème anniversaire, et rejoint l'équipe première au début de la saison 2013-2014. Le 6 janvier 2014, il fête sa première titularisation chez les pro face à l'Atalanta et inscrit par la même occasion son premier but en pro (3-0). Il ne totalise que 3 matchs au terme de l'exercice, et bien qu'ayant démontré quelques fulgurances, il n'est pas considéré par l'équipe milanaise pourtant à la recherche d'un milieu de terrain solide, comme une solution utile à l'effectif.

#### Benfica et prêts
Le 1er septembre 2014, il rejoint le Benfica moyennant une somme de 6 millions d'euros. Surtout utilisé en coupe, le joueur ne convainc pas lors de sa première saison au club portugais, il est par conséquent prêté à Palerme en Série B lors de la saison suivante où là non plus il n'est que très peu utilisé. C'est lors de son second prêt à Pescara, sous les ordres de l'ex-Milanais Massimo Oddo que le jeune milieu prend ses marques et réussit à s'imposer comme titulaire. Ses performances encourageantes vont taper dans l’œil de l'Atalanta Bergame qui sollicite le club lisboète pour un prêt en Serie A. Repositionné en milieu offensif par Gian Piero Gasperini, le jeune joueur de 22 ans réussit sa meilleure saison, avec 9 buts et deux passes décisives et des convocations régulières en équipe nationale à la clé.

#### AS Roma
Le 8 juin 2018, il s'engage avec l'AS Roma sous forme de prêt payant de 5 millions d'euros avec une obligation d'achat de 15 millions. Il prolonge son contrat le 8 janvier 2020 jusqu'en juin 2024.
En juin 2023, il prolonge encore son contrat jusqu'en 2027. 

### En équipe nationale
Bryan Cristante dispute sa première compétition internationale lors de l'Euro 2020, qu'il remporte avec les Azzuri en finale face à l'Angleterre. 
Il est retenu dans la liste des 26 joueurs italiens du sélectionneur Luciano Spalletti pour participer à l'Euro 2024 .

## Statistiques
| Saison                | Club                    | Championnat           | Championnat | Championnat | Coupe nationale | Coupe nationale | Coupe de la Ligue | Coupe de la Ligue | Compétition(s) continentale(s) | Compétition(s) continentale(s) | Compétition(s) continentale(s) | Italie | Italie | Total | Total |
| Saison                | Club                    | Division              | M.          | B.          | M.              | B.              | M.                | B.                | Comp.                          | M.                             | B.                             | M.     | B.     | M.    | B.    |
| 2011-2012             | AC Milan                | Serie A               | -           | -           | -               | -               | -                 | -                 | C1                             | 1                              | 0                              | -      | -      | 1     | 0     |
| 2012-2013             | AC Milan                | Serie A               | -           | -           | -               | -               | -                 | -                 | -                              | -                              | -                              | -      | -      | 0     | 0     |
| 2013-2014             | AC Milan                | Serie A               | 3           | 1           | 1               | 0               | -                 | -                 | -                              | -                              | -                              | -      | -      | 4     | 1     |
| Sous-total            | Sous-total              | Sous-total            | 3           | 1           | 1               | 0               | -                 | -                 | -                              | 1                              | 0                              | -      | -      | 5     | 1     |
| 2014-2015             | Benfica Lisbonne        | Primeira Liga         | 5           | 0           | 3               | 0               | 4                 | 1                 | C1                             | 3                              | 0                              | -      | -      | 15    | 1     |
| 2015-2016             | Benfica Lisbonne        | Primeira Liga         | 2           | 0           | -               | -               | 1                 | 0                 | C1                             | 2                              | 0                              | -      | -      | 5     | 0     |
| Sous-total            | Sous-total              | Sous-total            | 7           | 0           | 3               | 0               | 5                 | 1                 | -                              | 5                              | 0                              | -      | -      | 20    | 1     |
| 2015-2016             | US Palerme (prêt)       | Serie A               | 4           | 0           | -               | -               | -                 | -                 | -                              | -                              | -                              | -      | -      | 4     | 0     |
| 2016-2017             | Delfino Pescara (prêt)  | Serie A               | 16          | 0           | 2               | 0               | -                 | -                 | -                              | -                              | -                              | -      | -      | 18    | 0     |
| 2016-2017             | Atalanta Bergame (prêt) | Serie A               | 12          | 3           | -               | -               | -                 | -                 | -                              | -                              | -                              | -      | -      | 12    | 3     |
| 2017-2018             | Atalanta Bergame (prêt) | Serie A               | 36          | 9           | 3               | 0               | -                 | -                 | C3                             | 8                              | 3                              | 5      | 0      | 52    | 12    |
| Sous-total            | Sous-total              | Sous-total            | 48          | 12          | 3               | 0               | -                 | -                 | -                              | 8                              | 3                              | 5      | 0      | 64    | 15    |
| 2018-2019             | AS Rome                 | Serie A               | 35          | 4           | 2               | 0               | -                 | -                 | C1                             | 7                              | 0                              | 1      | 0      | 45    | 4     |
| 2019-2020             | AS Rome                 | Serie A               | 26          | 1           | 2               | 0               | -                 | -                 | C3                             | 5                              | 0                              | 1      | 0      | 34    | 1     |
| 2020-2021             | AS Rome                 | Serie A               | 34          | 1           | 1               | 0               | -                 | -                 | C3                             | 13                             | 1                              | 10     | 1      | 58    | 3     |
| 2021-2022             | AS Rome                 | Serie A               | 34          | 2           | 2               | 0               | -                 | -                 | C4                             | 14                             | 1                              | 10     | 0      | 60    | 3     |
| 2022-2023             | AS Rome                 | Serie A               | 35          | 1           | 2               | 0               | -                 | -                 | C3                             | 15                             | 0                              | 6      | 0      | 58    | 1     |
| 2023-2024             | AS Rome                 | Serie A               | 37          | 3           | 2               | 0               | -                 | -                 | C3                             | 13                             | 1                              | 10     | 0      | 62    | 4     |
| 2024-2025             | AS Rome                 | Serie A               | 30          | 4           | -               | -               | -                 | -                 | C3                             | 7                              | 0                              | -      | -      | 37    | 4     |
| Sous-total            | Sous-total              | Sous-total            | 231         | 16          | 11              | 0               | -                 | -                 | -                              | 74                             | 3                              | 38     | 2      | 354   | 21    |
| Total sur la carrière | Total sur la carrière   | Total sur la carrière | 309         | 29          | 20              | 0               | 5                 | 1                 | -                              | 88                             | 6                              | 43     | 2      | 465   | 38    |

## Palmarès

### En club
SL Benfica
- Championnat du Portugal en 2015
- Vainqueur de la Coupe de la Ligue portugaise en 2015

 AS Roma
- Vainqueur de la Ligue Europa Conférence en 2022
- Finaliste de la Ligue Europa en 2023

### En sélection
Italie
- Vainqueur de l'Euro en 2020
- Troisième de la Ligue des nations en 2021 et 2023
- Finaliste de la Coupe des champions CONMEBOL–UEFA en 2022